# 脇谷亮太
脇谷 亮太（わきや りょうた、1981年11月4日 - ）は、大分県大分市出身の元プロ野球選手（内野手、外野手）。
愛称は「ワッキー」、「ワキさん」。

## 経歴

### プロ入り前
父親が社会人野球チームの投手だったことから野球に興味を持ち、小学2年生の時に地元のチーム「ふじが丘少年野球団」で野球を始める。ポジションは当時からプロ入り後と同じく遊撃手・三塁手だった。柳ヶ浦高等学校時代は、2年夏に甲子園出場するものの、控えのベンチ入りで出番はなく、1回戦で松坂大輔を擁する横浜高校に敗れた。日本文理大学硬式野球部では四年次に主将を務め、2003年に全日本大学野球選手権大会で大学日本一を経験、同大会MVPに輝いた。
卒業後はNTT西日本に進み、俊足の三塁手として第31回社会人野球日本選手権大会で優秀選手賞に選ばれるなどの活躍を見せた。2005年の大学・社会人ドラフト5巡目で巨人に指名され、入団。背番号は「57」。
ドラフト会議の際、指名はないと思っていた脇谷はチームの通常練習に参加しており、慌てて会見場に向かう途中には「ドッキリカメラじゃないか」とユーモアも交えて感想を述べた。なお、同年のドラフトではNTT西日本から5人が指名されている。

### 巨人時代
2006年（1年目）に、イースタン・リーグで8打席連続安打を記録し、6月4日の対西武ライオンズ戦で、小久保裕紀に代わり一軍登録、即先発出場を果たした。この試合で9回裏に三塁打を放ち、清水隆行の犠飛で本塁に生還し、チームのサヨナラ勝ちに貢献した。さらに6月8日の対福岡ソフトバンクホークス戦で、斉藤和巳の完全試合とノーヒットノーランを阻止する投手内野安打を放ったが、直後に牽制でアウトとなり、結果的に打者27人の準完全試合を決められた。なお、翌2007年3月4日の対ソフトバンク戦（オープン戦）でも、9回二死の状況で完全試合を阻止するこの試合唯一の安打を放っている。同年シーズン後半は「1番・二塁手」として固定され、「2番・中堅手」の鈴木尚広と「ダブル1番」として出場。8月15日の対東京ヤクルトスワローズ戦では「1番・二塁手」で先発出場すると、5打数4安打の猛打賞の活躍を見せたほか、10月5日の対横浜ベイスターズ戦では土肥義弘からプロ初本塁打を放った。シーズンでは後半戦200打席超で、打率.270の成績を残した。
2007年に、「同学年で同じ1番打者のヤクルト（当時）・青木宣親を目標にして活躍してほしい」という原からの期待で背番号を「23」に変更、主に二塁手として出場し、木村拓也、ルイス・ゴンザレスと併用された。優勝争いのかかった9月26日の対中日ドラゴンズ戦では朝倉健太から逆転本塁打を放ち、勝利に貢献。91試合に出場し、打率.282と前年を上回る成績を残した。クライマックスシリーズでは全試合に先発出場したが、守備に精彩を欠き、全試合で途中交代となった。11月2日からの若手・中堅選手中心の秋季キャンプでは野手キャプテン・強化指定選手に指名された。
2008年は二塁手のレギュラー獲得を期待されながら、木村と寺内崇幸の後塵を拝し、出場機会はプロ入り後最少の56試合の出場に終わり、シーズンを通して打率.208と低調であった。一方で、日本シリーズの対西武第5戦では、同点で迎えた7回表に涌井秀章から決勝の2点適時三塁打を放っている。
2009年に木村の不振により二塁手でスタメン起用される機会が増え、89試合の出場で打率.268の成績を残した。9月28日には初めて3番打者で出場。クライマックスシリーズ3回戦では、8回裏に中日・浅尾拓也から代打逆転決勝2点適時二塁打を放ち、3打数1安打の成績ながらシリーズMVPを受賞。ヒーローインタビューでは「3試合でトータル10分くらいしか試合に出ていないんですけどいいのかな、という気持ちです」と述べた。
2010年は、5月3日の対ヤクルト戦で、自身プロ入り初の満塁本塁打を放ち、8月5日の対阪神タイガース戦では、15試合連続得点のセ・リーグ記録を達成。守備は、10月2日の対横浜23回戦では、3回に内川聖一の三ゴロを捕球したことをきっかけに三重殺を達成。巨人として2001年以来9年ぶりであった。このシーズンは自己最多の132試合に出場し、初めて規定打席に到達（巨人の二塁手の規定打席到達選手は2005年の仁志敏久以来）。打率.273・7本塁打・43打点。走塁技術にも磨きがかかり、リーグ最多の三塁打（8本）、チーム最多となる28盗塁（盗塁死は5）を記録した。一方で5月と9月は打率1割台と好不調の波が大きく、10月8日のヤクルト戦では同点に追いつかれた9回裏に二死満塁で打席が回ってきたが二塁ゴロに倒れてサヨナラのチャンスを逃してしまい、チームも敗れクライマックスシリーズの本拠地開催権を確保できなかった。また2番打者で起用された際に度々バントや進塁打を失敗するなど、多くの課題も残した。
2011年は、プロ6年目で初の開幕スタメン（2番・二塁手）を勝ち取った。同年4月20日の阪神タイガース戦での7回の二塁守備において、クレイグ・ブラゼルが打ち上げたフライを一度落球してから捕ったが、アウトとなった。しかし、阪神の真弓明信監督が、審判の判定は誤審であると抗議するも判定が覆らなかった。ビデオでボールが一度グラウンドに落ちたことは明らかだったが、この判定について脇谷はスポーツニッポンの取材に「捕りましたよ。自分の中ではスレスレのところでやってますから。VTR?テレビの映りが悪いんじゃないですか」とコメントした。

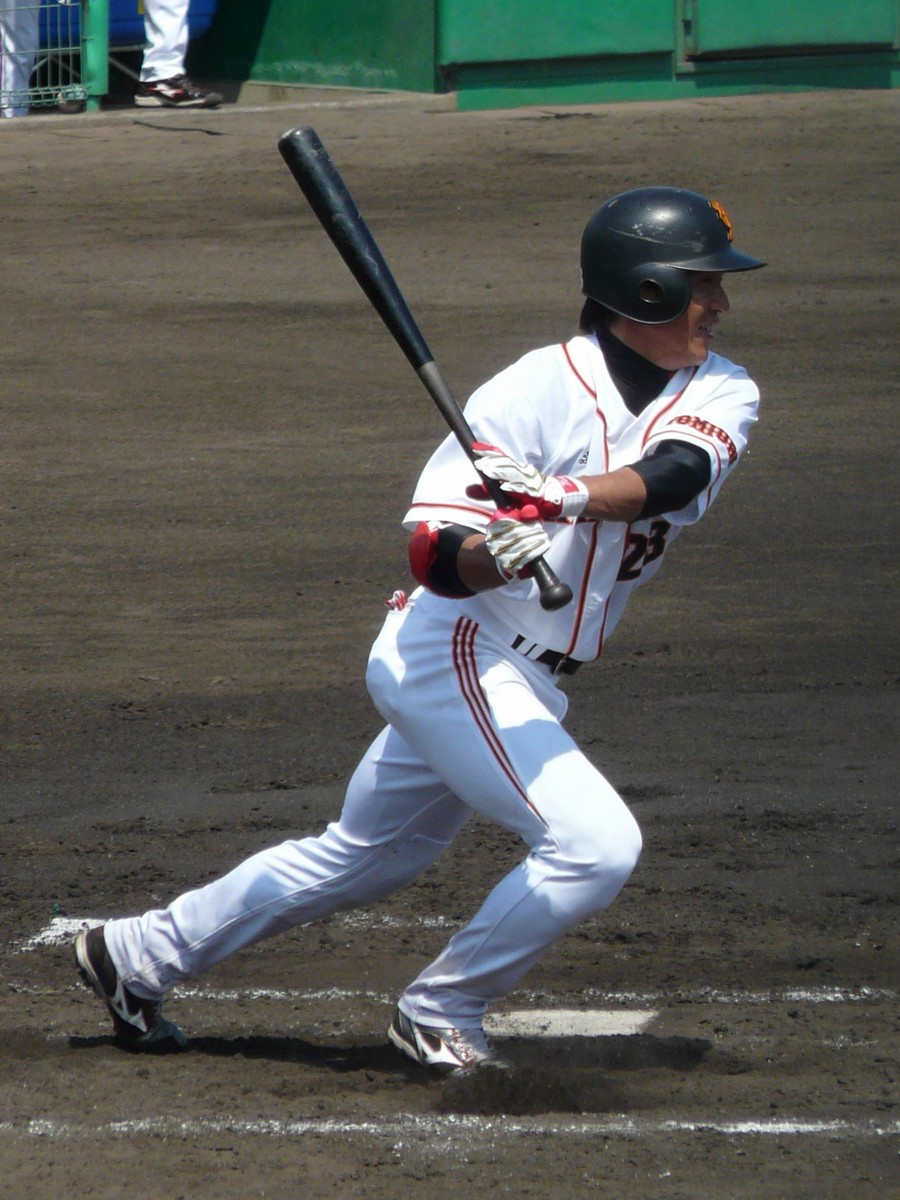
第一次巨人時代
（2009年8月26日 四日市市営霞ヶ浦第一野球場）

そしてこの後、5月に打撃不振に陥ったため、二軍で再調整を強いられ、その間に藤村大介に二塁手のレギュラーを奪われた。7月5日の対ヤクルト戦で右翼に打球を放った直後に痛みを訴え、病院で右手有鈎骨の骨折が判明し、手術を行った、10月1日まで戦列を離れた。シーズン終了後の11月21日に球団側から自由契約通知がされた。プロ入り後から右肘痛を抱えていたため、同月24日に右肘の靱帯再建手術（トミー・ジョン手術）を受けた。12月1日、育成選手として巨人と再契約したことが発表された。年俸は育成選手としては破格の2600万円（推定）で更改した。
2012年のシーズンを通して前年に受けた靱帯再建手術のリハビリに充てることになり、同年3月に術後初めて投球を行い、6月には打撃練習を行った。9月29日のイースタン・リーグで実戦復帰し、10月にはフェニックスリーグでプレー。シーズン終了後の11月に育成から支配下選手に復帰し、背番号は以前と同じ「23」に決まった。
2013年、「今年ダメならユニホームを脱ぐ」との覚悟でシーズンに臨み、開幕一軍を勝ち取る。3月29日の対広島戦の開幕戦において2年ぶりに「8番・二塁手」として先発出場。7回裏に今村猛から決勝の2点適時安打を放ち、復帰後初のお立ち台に上がった。5月3日の対広島戦では、9回裏にキャム・ミコライオからプロ入り初となるサヨナラヒットを放った。しかし、中井大介、立岡宗一郎ら若手の台頭もあり、シーズン3度の二軍落ちを経て、結局49試合の出場に終わった。

### 西武時代
2014年1月7日、FA権を行使して埼玉西武ライオンズから巨人へ移籍した片岡治大への人的補償措置として西武への移籍が発表された。背番号は片岡の着けていた「7」に決まった。

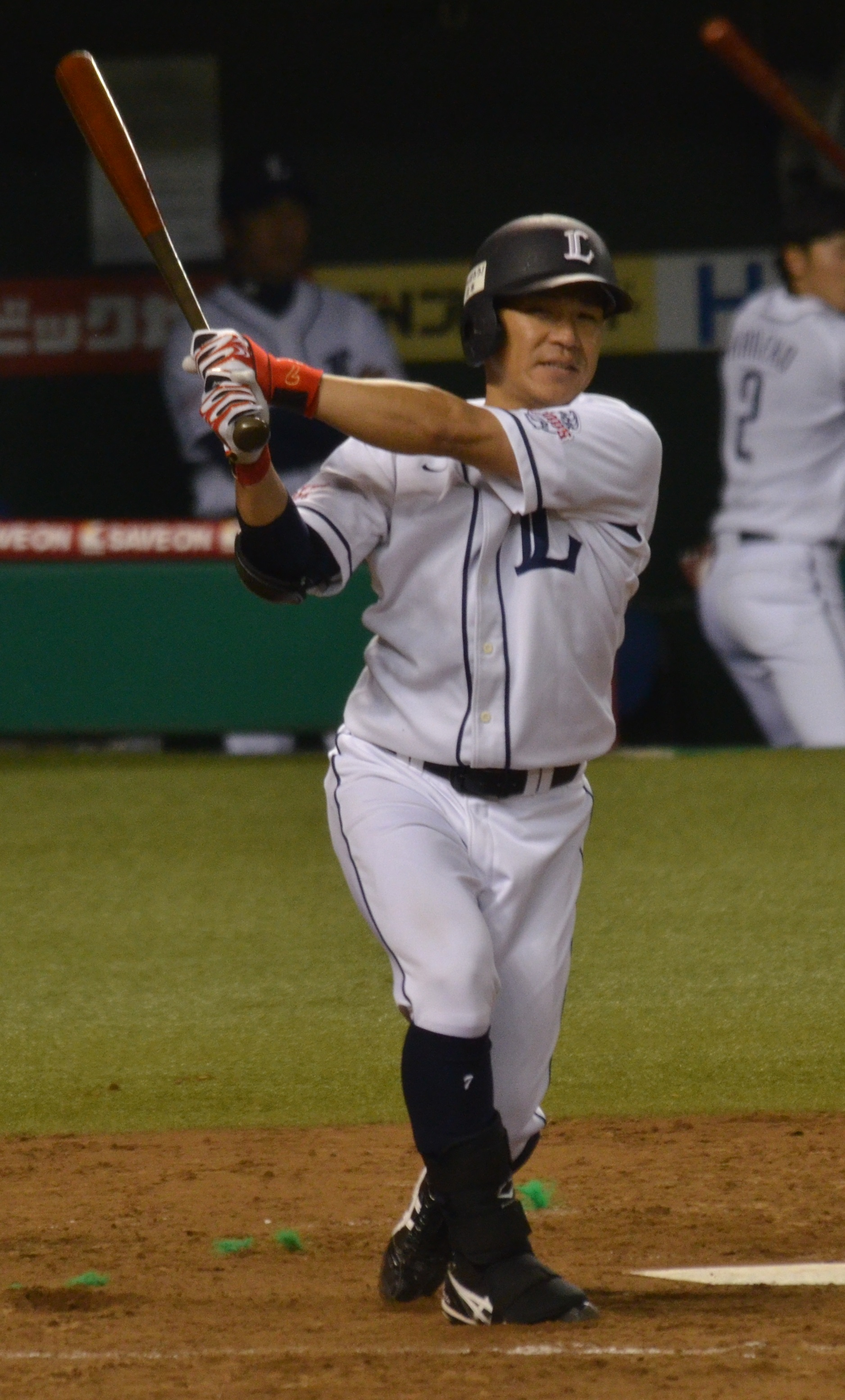
西武時代
（2014年7月2日 西武ドーム）

3月28日の対東北楽天ゴールデンイーグルス戦の開幕戦において「6番・一塁手」として先発出場し、9回裏に則本昂大から移籍後初安打を放った。4月19日の対オリックス・バファローズ戦では、3年ぶりに三塁手として先発出場し、同点で迎えた5回裏に二死満塁から、左翼線を破る決勝の適時二塁打を放ち、同季初勝利を記録した菊池雄星と共に移籍後初のお立ち台に上がった。6月21日の対横浜DeNAベイスターズ戦では、延長10回表に加賀繁から一時は勝ち越しとなる移籍後初本塁打を放った。翌22日には移籍後初の猛打賞を記録した。7月11日の対オリックス戦では、延長12回裏に無死満塁から永江恭平の代打で出場し、移籍後初で自身2度目のサヨナラヒットを放った。最終的に96試合に出場し、2本塁打、打率.263の成績を残した。
2015年当初はエルネスト・メヒアの守備固めでの出場がメインであったが、打撃面で好調をキープし、7月以降からスタメンに定着。8月には不調の浅村栄斗に代わり3番打者を任される。しかし9月19日の北海道日本ハムファイターズ戦で右足首を骨折し、21日に二軍に降格してシーズンを終えた。2010年以来となる100試合（118試合）に出場。打率.294、3本塁打、22打点の成績を残した。この年は、内野だけでなく外野の守備に就く機会が増える。11月4日にFA（フリーエージェント）権を行使することを表明し、11月11日に国内フリーエージェント宣言選手として公示された。

### 巨人復帰後
2015年12月2日に古巣である巨人との契約で合意に達したことを発表。12月7日には入団会見を行った。単年契約で年俸2400万円プラス出来高払い、背番号は同シーズン限りで現役を引退した井端弘和が着用していた「2」に決定した。これにより脇谷はFA人的補償による移籍を経験した選手で初のFA移籍、過去に所属していた球団への復帰となり、巨人初のFA出戻りとなった。
2016年、8月23日の広島東洋カープ戦でジェイ・ジャクソンから右越えにプロ初のサヨナラ本塁打を放ち、スカパー! サヨナラ賞を受賞した。なお、このサヨナラ弾による1点が両チーム通じてこの試合唯一の得点であった。シーズン全体では1年通して打撃不振で打率も1割台に終わった。
2017年、FAで加入した陽岱鋼に背番号「2」を譲り、2016年シーズンまで鈴木尚広が背負っていた「12」に変更となった。シーズンでは5月下旬に二塁で先発出場の試合はあったものの、起用は代打または一塁手阿部慎之助の守備固めがメインになった。またプロ入り初めて打点ゼロに終わった。
2018年は吉川尚輝や田中俊太らの台頭で開幕から一軍出場がなくシーズン終盤を迎え、9月19日に現役を引退することが報道され、同日東京ドームで引退会見が行われた。

#### イースタン・リーグ公式戦での最終打席
2018年9月28日のファイターズ戦（ファーム公式戦・ジャイアンツ球場）で、同じく現役引退を表明した、かつての同僚・矢野謙次が代打逆転本塁打を放ち球場を沸かせる中、同点の9回裏一死二塁の場面に代打で登場するも、申告敬遠された。これには本人も驚きのリアクションを見せたが、これが公式戦での最後の打席となった。
なお、現役最後の打席は2018年10月6日の阪神タイガース戦（ファーム日本選手権・KIRISHIMAサンマリンスタジアム宮崎）で、9回表一死走者なしの場面に代打で登場、結果は一塁ゴロだった。この際、脇谷は阪神ファンへ向けて一礼し、「甲子園の一件（前述の落球事件）で阪神ファンやプロ野球ファンを僕の行動で傷つけて、悲しませてしまった。」「最後の心にひっかかるものがあったので、二軍の試合ですけど、ライトスタンドに一礼できてよかった」と答えた。試合後には、背番号にちなんでチームメイトから12回胴上げされた。

### 引退後
2019年から巨人のスカウトに就任。
2022年10月13日、2023年シーズンから読売ジャイアンツの三軍内野守備コーチに就任することが発表された。12月14日、翌年からの背番号が104になると発表された。
2023年10月16日、2024年シーズンから二軍内野守備コーチに就任することが発表された。

## 選手としての特徴・人物
勝負強いシュアな打撃と50m走で5秒7を記録した俊足、内・外野の複数ポジションをこなすユーティリティー性が武器。
温厚でひたむきな人柄から、先輩選手からは可愛がられ、後輩には慕われていた。

## エピソード

### 落球誤審騒動
前述の2011年の阪神戦での落球誤審騒動においては、新聞で大きく取り上げられたが「捕りましたよ。自分の中ではスレスレのところでやってますから。VTR?テレビの映りが悪いんじゃないですか」という自身の発言が火に油を注ぐ形となり、阪神ファンを中心に批判された。
一方でこの誤審騒動においては批判ばかりでなく擁護する意見もある。「落としていようと審判がアウトと言ったらアウト」といった意見もあり、当時日本ハムに在籍していたダルビッシュ有もツイッターに「勝負事ですからね。まず、（自分から）落としましたと言う人はいません」と投稿した。
前述の通り、事実上の引退試合となった2018年10月6日のファーム日本選手権の試合後のインタビューで初めて落球の誤審を認めており、「甲子園の一件で阪神ファンやプロ野球ファンを僕の行動で傷つけて、悲しませてしまった。」とライトスタンドに一礼をした。

## 詳細情報

### 年度別打撃成績
| 年 度      | 球 団      | 試 合 | 打 席 | 打 数 | 得 点 | 安 打 | 二 塁 打 | 三 塁 打 | 本 塁 打 | 塁 打 | 打 点 | 盗 塁 | 盗 塁 死 | 犠 打 | 犠 飛 | 四 球 | 敬 遠 | 死 球 | 三 振 | 併 殺 打 | 打 率 | 出 塁 率 | 長 打 率 | O P S |
| ---------- | ---------- | ----- | ----- | ----- | ----- | ----- | -------- | -------- | -------- | ----- | ----- | ----- | -------- | ----- | ----- | ----- | ----- | ----- | ----- | -------- | ----- | -------- | -------- | ----- |
| 2006       | 巨人       | 60    | 226   | 215   | 22    | 58    | 7        | 2        | 1        | 72    | 11    | 4     | 3        | 1     | 0     | 8     | 1     | 2     | 42    | 1        | .270  | .302     | .335     | .637  |
| 2007       | 巨人       | 91    | 188   | 177   | 28    | 50    | 6        | 5        | 1        | 69    | 14    | 8     | 1        | 3     | 0     | 5     | 1     | 3     | 30    | 3        | .282  | .314     | .390     | .703  |
| 2008       | 巨人       | 56    | 130   | 120   | 15    | 25    | 5        | 2        | 1        | 37    | 8     | 4     | 2        | 3     | 0     | 7     | 0     | 0     | 32    | 0        | .208  | .252     | .308     | .560  |
| 2009       | 巨人       | 89    | 245   | 231   | 26    | 62    | 7        | 2        | 2        | 79    | 16    | 5     | 3        | 1     | 0     | 10    | 1     | 3     | 52    | 0        | .268  | .307     | .342     | .649  |
| 2010       | 巨人       | 132   | 459   | 414   | 65    | 113   | 14       | 8        | 7        | 164   | 43    | 28    | 5        | 6     | 1     | 35    | 4     | 3     | 80    | 5        | .273  | .333     | .396     | .729  |
| 2011       | 巨人       | 53    | 167   | 154   | 12    | 27    | 3        | 2        | 0        | 34    | 10    | 7     | 2        | 4     | 1     | 6     | 1     | 2     | 24    | 0        | .175  | .215     | .221     | .436  |
| 2013       | 巨人       | 49    | 135   | 123   | 12    | 30    | 5        | 0        | 0        | 35    | 8     | 3     | 0        | 1     | 0     | 10    | 2     | 1     | 18    | 1        | .244  | .306     | .285     | .591  |
| 2014       | 西武       | 96    | 233   | 205   | 21    | 54    | 11       | 0        | 2        | 71    | 20    | 4     | 1        | 10    | 1     | 15    | 0     | 2     | 45    | 1        | .263  | .318     | .346     | .665  |
| 2015       | 西武       | 118   | 272   | 235   | 32    | 69    | 13       | 1        | 3        | 93    | 22    | 4     | 2        | 8     | 1     | 27    | 0     | 1     | 47    | 3        | .294  | .367     | .396     | .763  |
| 2016       | 巨人       | 54    | 115   | 108   | 8     | 17    | 3        | 1        | 1        | 25    | 7     | 0     | 0        | 1     | 0     | 6     | 0     | 0     | 18    | 4        | .157  | .202     | .231     | .433  |
| 2017       | 巨人       | 52    | 68    | 64    | 7     | 16    | 0        | 0        | 0        | 16    | 0     | 0     | 0        | 1     | 0     | 3     | 0     | 0     | 14    | 2        | .250  | .284     | .250     | .534  |
| 通算：11年 | 通算：11年 | 850   | 2238  | 2046  | 248   | 521   | 74       | 23       | 18       | 695   | 159   | 67    | 19       | 39    | 4     | 132   | 10    | 17    | 402   | 20       | .255  | .305     | .340     | .644  |

- 各年度の太字はリーグ最高

### 年度別守備成績
内野守備
| 年 度 | 一塁  | 一塁  | 一塁  | 一塁  | 一塁  | 一塁     | 二塁  | 二塁  | 二塁  | 二塁  | 二塁  | 二塁     | 三塁  | 三塁  | 三塁  | 三塁  | 三塁  | 三塁     | 遊撃  | 遊撃  | 遊撃  | 遊撃  | 遊撃  | 遊撃     |
| 年 度 | 試 合 | 刺 殺 | 補 殺 | 失 策 | 併 殺 | 守 備 率 | 試 合 | 刺 殺 | 補 殺 | 失 策 | 併 殺 | 守 備 率 | 試 合 | 刺 殺 | 補 殺 | 失 策 | 併 殺 | 守 備 率 | 試 合 | 刺 殺 | 補 殺 | 失 策 | 併 殺 | 守 備 率 |
| ----- | ----- | ----- | ----- | ----- | ----- | -------- | ----- | ----- | ----- | ----- | ----- | -------- | ----- | ----- | ----- | ----- | ----- | -------- | ----- | ----- | ----- | ----- | ----- | -------- |
| 2006  | -     | -     | -     | -     | -     | -        | 47    | 117   | 144   | 7     | 22    | .974     | 9     | 6     | 9     | 0     | 1     | 1.000    | -     | -     | -     | -     | -     | -        |
| 2007  | -     | -     | -     | -     | -     | -        | 57    | 94    | 116   | 3     | 16    | .986     | 18    | 5     | 7     | 0     | 0     | 1.000    | 2     | 0     | 4     | 0     | 0     | 1.000    |
| 2008  | -     | -     | -     | -     | -     | -        | 21    | 25    | 42    | 0     | 9     | 1.000    | 32    | 13    | 44    | 3     | 6     | .950     | -     | -     | -     | -     | -     | -        |
| 2009  | -     | -     | -     | -     | -     | -        | 53    | 89    | 120   | 3     | 25    | .986     | 40    | 15    | 38    | 2     | 7     | .964     | 1     | 1     | 0     | 0     | 0     | 1.000    |
| 2010  | -     | -     | -     | -     | -     | -        | 78    | 150   | 196   | 3     | 48    | .991     | 67    | 38    | 79    | 4     | 4     | .967     | -     | -     | -     | -     | -     | -        |
| 2011  | 11    | 61    | 4     | 0     | 4     | 1.000    | 28    | 61    | 74    | 2     | 19    | .985     | 17    | 6     | 14    | 1     | 1     | .952     | -     | -     | -     | -     | -     | -        |
| 2013  | 3     | 5     | 0     | 0     | 0     | 1.000    | 37    | 75    | 73    | 1     | 15    | .993     | 8     | 1     | 2     | 0     | 0     | 1.000    | -     | -     | -     | -     | -     | -        |
| 2014  | 27    | 104   | 8     | 1     | 9     | .991     | 10    | 19    | 14    | 0     | 1     | 1.000    | 56    | 23    | 67    | 0     | 4     | 1.000    | -     | -     | -     | -     | -     | -        |
| 2015  | 90    | 292   | 17    | 5     | 34    | .984     | -     | -     | -     | -     | -     | -        | 10    | 5     | 15    | 1     | 1     | .952     | -     | -     | -     | -     | -     | -        |
| 2016  | 17    | 86    | 3     | 1     | 6     | .989     | 17    | 26    | 35    | 1     | 4     | .984     | 2     | 0     | 0     | 0     | 0     | .---     | -     | -     | -     | -     | -     | -        |
| 2017  | 4     | 11    | 1     | 0     | 1     | 1.000    | 5     | 8     | 14    | 2     | 4     | .917     | -     | -     | -     | -     | -     | -        | -     | -     | -     | -     | -     | -        |
| 通算  | 152   | 559   | 33    | 7     | 54    | .988     | 353   | 664   | 828   | 22    | 163   | .985     | 259   | 112   | 275   | 11    | 24    | .972     | 3     | 1     | 4     | 0     | 0     | 1.000    |

外野守備
| 年 度 | 外野  | 外野  | 外野  | 外野  | 外野  | 外野     |
| 年 度 | 試 合 | 刺 殺 | 補 殺 | 失 策 | 併 殺 | 守 備 率 |
| ----- | ----- | ----- | ----- | ----- | ----- | -------- |
| 2015  | 28    | 46    | 0     | 0     | 0     | 1.000    |
| 2016  | 1     | 2     | 0     | 0     | 0     | 1.000    |
| 通算  | 29    | 48    | 0     | 0     | 0     | 1.000    |

### 表彰
- クライマックスシリーズMVP：1回（2009年）
- セ・リーグ連盟特別賞：1回（2010年） ※15試合連続得点のセ・リーグ新記録
- 「ジョージア魂」賞：1回（2013年度第1回）
- 月間サヨナラ賞：1回（2016年8月）

### 記録
初記録
- 初出場・初先発出場：2006年6月4日、対西武ライオンズ6回戦（東京ドーム）、「7番・三塁手」で先発出場、4打数2安打
- 初打席：同上、2回裏に西口文也から二塁ゴロ
- 初安打：同上、6回裏に西口文也から中前安打
- 初盗塁：2006年6月11日、対千葉ロッテマリーンズ6回戦（千葉マリンスタジアム）、4回表に二盗（投手：渡辺俊介、捕手：里崎智也）
- 初打点：2006年8月13日、対広島東洋カープ15回戦（広島市民球場）、7回表に林昌樹から左前2点適時打
- 初本塁打：2006年10月5日、対横浜ベイスターズ22回戦（東京ドーム）、5回裏に土肥義弘から右越2ラン
- 初サヨナラ本塁打：2016年8月23日、対広島東洋カープ19回戦 (東京ドーム)、10回裏にジェイ・ジャクソンから右越えソロ本塁打

その他記録
- 15試合連続得点：2010年 ※セ・リーグ記録

### 背番号
- 57（2006年）
- 23（2007年 - 2011年、2013年）
- 023（2012年）
- 7（2014年 - 2015年）
- 2（2016年）
- 12（2017年 - 2018年）
- 104（2023年）
- 85（2024年 - ）